# ユリシーズの瞳
『ユリシーズの瞳』（ユリシーズのひとみ、原題：ギリシア語: Το βλέμμα του Οδυσσέα, To Vlemma tou Odyssea / Ulysses' Gaze）は、1995年制作のギリシャ、フランス、イタリアの映画。
「オデュッセイア」をモチーフに、ギリシャ最古の映画フィルムを行方を探し求め、ボスニア・ヘルツェゴビナ紛争で動乱のバルカン半島を彷徨する映画監督の旅を描いた壮大な叙事詩映画。テオ・アンゲロプロス監督の『シテール島への船出』、『こうのとり、たちずさんで』に続く「国境三部作」の第3作目。

## あらすじ
映画監督のAは、回顧上映と、バルカン半島最初の映画作家マナキス兄弟のドキュメンタリー映画を作るため、アメリカから故郷のギリシャに帰国した。そして、マナキス兄弟が未現像のまま遺したという幻の3巻のフィルムを探す旅に出る。
Aはタクシーでアルバニアを経て、マケドニアのにあるマナキス兄弟の博物館に行くが、手がかりは得られなかった。次いでブルガリア、ルーマニアのブカレストを経て、セルビアのベオグラードで旧友の記者ニコスと合流したAは、ベオグラード映画博物館の元教授を老人ホームに訪ねる。
元教授は、幻のフィルムはサラエヴォの映画博物館の館長であるイヴォ・レヴィが現像を試みていたが、戦争の勃発で音信不通になってしまったと語る。Aは戦火のサラエヴォでレヴィに会う。戦争のため完成寸前でフィルムの現像を諦めたというレヴィに、何があっても現像すべきだと説得するA。レヴィは彼の説得を聞き入れて、フィルムの現像に着手する。
レヴィの娘ナオミと知り合ったAは、戦闘が止んだ束の間の間、懐かしい恋人のように語り合う。やがて、フィルムの現像は成功するのだが、濃霧の街を探索していたAがレヴィたちを見失う間に、突然現れた兵士らがレヴィたちを全員射殺してしまう。その後Aは現像された、しかし何も映っていない真っ白なフィルムの画面を博物館のシアターで眺め続ける。

## キャスト
- A：ハーヴェイ・カイテル
- Aの元恋人/博物館職員/ブルガリアの農婦/ナオミ：マヤ・モルゲンステルン（四役）
- イヴォ・レヴィ：エルランド・ヨセフソン[1]
- タクシーの運転手：タナシス・ヴェンゴス
- ニコス：ヨルゴス・ミハラコプロス
- タクシーに同乗する老女：ドーラ・ヴォラナキ

## 受賞
- 第48回カンヌ国際映画祭審査員特別グランプリ[2]
- 1995年度国際映画批評家連盟賞[3]
- 第51回毎日映画コンクール外国映画ベストワン賞[4]